# Чиванин, Вячеслав Трофимович
Вячеслав Трофимович Чиванин (30 сентября 1956 - 12 августа 2001) – первый заслуженный мастер спорта Республики Казахстан (армрестлинг), чемпион мира и Европы. Один из лидеров организованной преступности Алма-Аты и Казахстана в 90-х годах.

## Биография
После окончания школы всерьёз задумывался о карьере акробата, но помешали татуировки, нанесённые в юности. В цирковое училище он принят не был.
Вячеслав Чиванин имел три судимости: 1974; 1978; 1987 (преступления против личной собственности по предварительному сговору группой лиц). В местах лишения свободы занимался спортом по собственным методикам.
В 1987 году Вячеслав Чиванин стал героем документальной ленты «Буду защищаться сам», снятой на киностудии «Казахфильм» режиссером Владимиром Тюлькиным.
В феврале 1990 года в Москве состоялся первый всесоюзный турнир по армрестлингу, в котором команда Казахской ССР не только участвовала, но и получила золотую награду: первым победителем стал Вячеслав Чиванин — воспитанник Почётного мастера спорта СССР, заслуженного тренера Казахской ССР В.З. Дрекслера.
Чиванин познакомился с Владимиром Дрекслером в 1985 году, когда занимался у него гиревым спортом, был близок к выполнению норматива мастера спорта, но охладел к этому виду спорта, а чуть позже Чиванин получил третью судимость. Отсидев треть срока, вернулся уже в секцию армрестлинга, который стал культивировать в республике Владимир Дрекслер.
Вячеслав Чиванин был двукратным чемпионом СССР (1990, Днепропетровск; 1991, Львов), победителем открытого чемпионата Японии 1990 года, чемпионом Европы (1993, Лондон) и серебряным призёром чемпионата Европы (1994, Тель-Авив), стал первым чемпионом Казахстана по армрестлингу, серебряным призёром престижного московского турнира «Золотой медведь» (1994).
Чиванин стал и первым казахстанцем — чемпионом мира. Произошло это в 1992 году на чемпионате мира в Женеве. Также среди достижений спортсмена серебряная (1995, Кампинас) и бронзовая (1993, Эдмонтон) медали чемпионатов мира.
В.Т. Чиванин первым удостоился почётного звания «Заслуженный мастер спорта Республики Казахстан».
В 90-х годах был одним из главарей организованной преступности Алма-Аты и Казахстана. Костяк преступной группировки составляли выходцы из северных областей Казахстана. Сфера влияния – поставка, скупка, продажа и угон автомашин, торговля запчастями. Основной род преступной деятельности – мошенничество.
Впоследствии Чиванин отошёл от криминальных кругов. Его бизнесом стала доставка автомобилей из ОАЭ и реализация их в Казахстане, также владел сетью фотосалонов и салонов красоты, рестораном.
Вячеслав Чиванин был убит в Алма-Ате 12 августа 2001 года. Около 13 часов 15 минут вышел из своей квартиры во двор дома № 22 по улице Маметовой, где его расстрелял киллер. Пуля, попав в плечо, разорвала подключичную артерию. Через пять минут раненый скончался от потери крови.
Сотрудникам ГУВД Алма-Аты и оперативникам Южного РУБОПа пришлось потратить целых три года, чтобы задержать подозреваемых в убийстве. Летом 2005 года на скамье подсудимых оказались предполагаемые непосредственный исполнитель, посредник и заказчик преступления: деловой партнёр Чиванина. Суд оправдал подсудимых, после чего киллер и заказчик скрылись за пределами Казахстана. В 2015, 2016, 2019 годах они были осуждёны.
Похоронен на Северном кладбище Алма-Аты.